# Пік Перемоги
Пік Перемоги (кирг. Жеңиш Чокусу, уйг. Томур) — гірська вершина на Тянь-Шані, найвища точка Киргизстану.
Пік Перемоги розташований на киргизько-китайському кордоні, на схід від озера Іссик-Куль, за 16 км на південний захід від піку Хан-Тенгрі і є найвищою точкою Тянь-Шаню (висота 7439 метрів).

## Історія
У 1895 році швед Свен Гедін з боку Китаю першим з європейців побачив і майже точно заміряв його висоту — 7320 м. 19 вересня 1938 року радянським альпіністам Л. Гутману, Є. Іванову і О. Сидоренку вдалося, долаючи ураганний вітер і 30-градусний мороз, піднятися на вершину. Вони дали їй ім'я 20-річчя ВЛКСМ, але висоту визначили неправильно — 6930 м. Лише в 1943 році було з'ясовано, що цей пік приблизно на півкілометра вище за пік Хан-Тенгрі на хребті Тенір Тоо, і він отримав теперішню назву. Відкриття піку Перемоги як семитисячника, дало СРСР другу за висотою вершину після піку Комунізму. Це викликало широкий інтерес до нової вершини, на яку, як вважали, ще не ступала нога людини.
Першими пік Перемоги намагалися підкорити у 1949 році алматинські альпіністи під керівництвом Є. Колокольникова, але відступили після сходу серії лавин з північного схилу.
У 1952 і 1953 роках детальну розвідку масиву піку Перемоги і його східного гребеня провели експедиції альпіністів ТуркВО під керівництвом В. Рацека. У серпні 1955 року відразу дві експедиції стали штурмувати вершину: алматинське управління ТуркВО (керівник В. Шипілов) і Узбецького комітету фізкультури і спорту (керівник Е. Нагель). Алматинська команда піднялася до висоти 6930 м, але потрапила під сніжний буревій, з 12 альпіністів в живих залишився лише Урал Усенов.
30 серпня 1956 року об'єднана команда московського «Спартака» та Казахського комітету фізкультури і спорту під загальним керівництвом Віталія Абалакова зуміла підкорити другу за висотою вершину СРСР. До складу експедиції із 11 осіб увійшов і Урал Усенов.

## Сходження
- 1956 — перше сходження здійснене північним ребром гори з льодовика Зірочка групою під керівництвом радянського альпініста Віталія Абалакова.
- 1982 — алматинськими альпіністами, які не увійшли до складу Першої гімалайської експедиції на Еверест, був пройдений новий складний маршрут змійкою північною стіною («по долару»). Керівник — В. Смирнов.
- 1984 — масове (27 радянських альпіністів) сходження на пік Перемоги[5].
- 2009 — двійка новосибірців Гліб Соколов — Віталій Горелик пройшла стінний маршрут північною стіною з виходом на жандарм «Верблюд»
- 2011 — казахстанська двійка Денис Урубко — Геннадій Дуров пройшла прямий маршрут на пік — «палиця до долара» (варіант сходження 1982 року).

## У філателії та нумізматиці

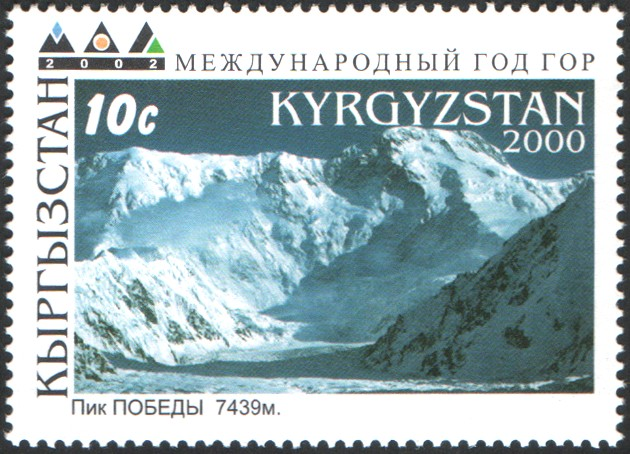
Марка Киргизстану, 2000
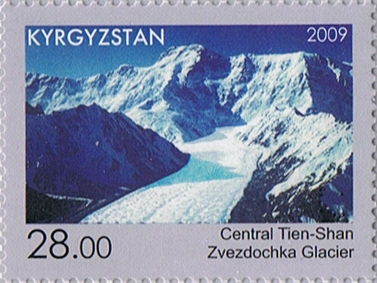
Поштова марка Киргизстану, 2009
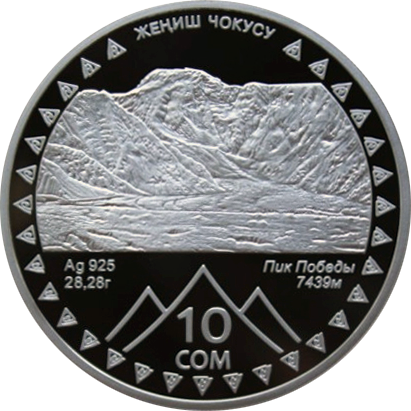
Пам'ятна монета Киргизстану 10 сом 2011, срібло 925
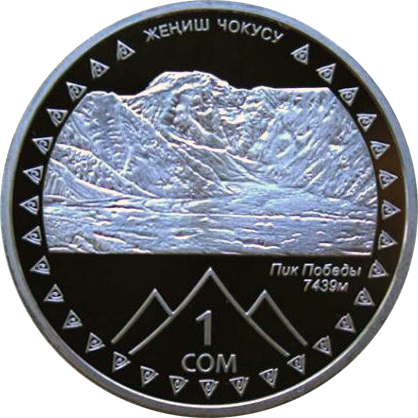
Пам'ятна монета Киргизстану 1 сом 2011, CuNi